# Dicranomyia subreticulata
Dicranomyia subreticulata är en tvåvingeart som först beskrevs av Alexander 1943.  Dicranomyia subreticulata ingår i släktet Dicranomyia och familjen småharkrankar.
Artens utbredningsområde är Ecuador. Inga underarter finns listade i Catalogue of Life.